# Anděla Dvořáková
Anděla Dvořáková (30. května 1927 – 5. září 2011) byla předsedkyně Českého svazu bojovníků za svobodu (ČSBS), v jehož čele stála od roku 2001. Členkou svazu pak byla od roku 1946. V roce 2009 byla vyznamenána Řádem Tomáše Garrigua Masaryka I. třídy.

## Biografie
Narodila se v Sudovicích a jejím otcem byl Josef Sobotka, šéfredaktor Melantrichu a poslanec prvorepublikového parlamentu za národní socialisty, který se podílel na protinacistickém odboji a zahynul roku 1943 v německém vězení. Po druhé světové válce vstoupila do Svazu protifašistických bojovníků (dnes Český svaz bojovníků za svobodu). Byla členkou Komunistické strany Československa a přísedící u berounského okresního soudu. V roce 2006 kandidovala neúspěšně v senátních volbách v okrese Litoměřice za stranu Politika 21. V říjnu 2009 u příležitosti 91. výročí české státnosti vystoupila v panteonu Národního muzea s projevem, v němž zkritizovala české politiky a pochválila prezidenta Václava Klause za jeho postoj k Lisabonské smlouvě. Mimo jiné též řekla:
| „                                                            | Těžko totiž najdeme ve světě pokornější lokaje, než jsme my. To se týká především regionálních politiků, na jejichž chování veřejnost nevidí a kteří si dělají, co se jim zlíbí, aniž berou ohled na zájmy státu nebo občanů. Státnost a zájmy občanů ať jdou k čertu, hlavně, když to nese peníze. (…) Je nutné poděkovat Václavu Klausovi za ochranu Benešových dekretů. | “ |
| — Anděla Dvořáková u příležitosti 91. výročí české státnosti | |   |

V červnu 2011 kritizovala českou vládu za údajně vstřícný postoj vůči sudetským Němcům.